# Julián García Núñez
Julián Jaime García Núñez (también conocido como Julían García a secas) (Buenos Aires, Argentina; 28 de julio de 1875 - 12 de noviembre de 1944) fue un arquitecto y constructor argentino reconocido como uno de los máximos representantes de la corriente del art nouveau en la Argentina.

## Vida
Nacido en Buenos Aires en 1875, fue hijo de Nicanor Julián García y Vidal (un constructor venido de Fuentespreadas) y María Núñez y Loret (de Barcelona). En 1892 se trasladó a la ciudad materna, en donde estudió en la Escuela de Arquitectura de Barcelona como alumno de Lluís Domènech i Montaner, importante representante del movimiento modernista catalán. Se graduó en 1900.
Casado con Beatriz Romagosa y Mayner (con quien tendría siete hijos), regresó a Buenos Aires en 1903, luego del viaje en el cual recorrió África, Italia y Alemania para ampliar su aprendizaje. En la capital argentina realizó gran cantidad de sus obras allí como encargos de miembros de la comunidad española, y para diversas instituciones sociales y civiles de la colectividad. Uno de esos encargos fue el rediseño del Hospital Español en Buenos Aires. El rediseño fue un concurso entre arquitectos propuesto por una de estas instituciones civiles. Con la adición de un nuevo piso en la parte superior del edificio y la fuerte continuidad visual entre estos pisos, desarrolló un nuevo estilo. Con su estilo modernista, llegó a ser tildado de excéntrico y de revolucionario.
Fue miembro del Centro Argentino de Constructores de Obras y Afines (CACYA), el Club Español y el Centre Català. Construyó su propia vivienda en la calle Independencia 2426/42 en 1907, adonde además trabajaba y era visitado en su labor diariamente por su padre, hasta su muerte en 1924. En ese momento es evidente un quiebre en su concepción de su propia obra, porque abruptamente abandonó el estilo modernista para volcarse al academicismo que antes había enfrentado y al cual había escandalizado. 
En 1930 recibió la cruz de la Orden de Isabel la Católica, por parte del rey Alfonso XIII. Falleció a causa de un cáncer de colon en 1944, a los 69 años.

## Obras
Resulta imposible poseer un registro completo con seguridad de las obras de García Núñez, ya que al mudarse de su amplia vivienda a un reducido apartamento en la esquina de Sarmiento y Suipacha, destruyó toda la documentación referente a sus trabajos, por lo cual se desconoce exactamente qué proyectos encaró y concretó. Sólo puede identificárselos por la firma que aparece en sus fachadas, o por registros tomados por terceros, en especial el fotógrafo José Peuriot.
Por otra parte, el arquitecto solía firmar muchos de sus trabajos como "J. García", hasta 1924, cuando comenzó a firmar como "Julián García Núñez".
- Ampliación y reforma del Hospital Español de Buenos Aires en Avenida Belgrano y La Rioja. (1906/1908)
- Edificio de viviendas (propiedad de Celedonio Pereda) en la esquina de Suipacha y Tucumán, Buenos Aires. (1907)
- Anexo del Hospital Español para Valetudinarios y Crónicos, Temperley. (1908/1913)
- Pabellones de la Exposición Industrial Española en la Exposición Internacional del Centenario, Buenos Aires. (1910)
- Edificio de oficinas (prop. de Ignacio Atucha) en calle Chacabuco 78, Buenos Aires. (1910)
- Cinematógrafo "La Armonía" en Avenida Belgrano 3272, Buenos Aires. (1910, DEMOLIDO)
- Edificio de viviendas (prop. del Banco Edificador del Plata) en Pichincha 172, Buenos Aires. (1911)
- Edificio de viviendas (prop. de José Blanco) en Venezuela 722, Buenos Aires. (1912)
- Edificio de viviendas (prop. del Banco Edificador del Plata) en Otamendi 82, Buenos Aires. (1912)
- Edificio de viviendas (prop. de la Sociedad Española de Beneficencia) en la Avenida Independencia y Sarandí, Buenos Aires. (1913)
- Edificio de viviendas (de su propiedad) en Paso y Viamonte, Buenos Aires. (1913)
- Edificio de viviendas (de su propiedad) en Pres. Luis Sáenz Peña 274, Buenos Aires. (1913)
- Casal de Catalunya en Chacabuco 863, Buenos Aires. (1936) (asociado con el arq. Eugeni Campllonch)
- Edificio de viviendas en Bartolomé Mitre 2162, Buenos Aires.
- Su propia vivienda particular en Avenida Independencia 2442, Buenos Aires. (DEMOLIDA)
- Edificio de viviendas de su propiedad en Rincón 226, Buenos Aires.
- Edificio de viviendas en San José 1545 (DEMOLIDA)
- Edificio de viviendas en Avenida Callao 719 (DEMOLIDA)
- Edificio de viviendas de su propiedad en Pichincha 364, Buenos Aires.
- Tiendas San Miguel (remodelación) (actual Palacio San Miguel) en Bartolomé Mitre y Suipacha, Buenos Aires. (1926)
- Anexo del Gran Hotel España en Tacuarí 80, Buenos Aires.
- Residencia de la familia Mirás en Bartolomé Mitre 2000, Buenos Aires.
- Garage en Chile 1137, Buenos Aires.
- Capilla de los Ancianos Desamparados en Moreto 757, Buenos Aires. (1939)

### Galería

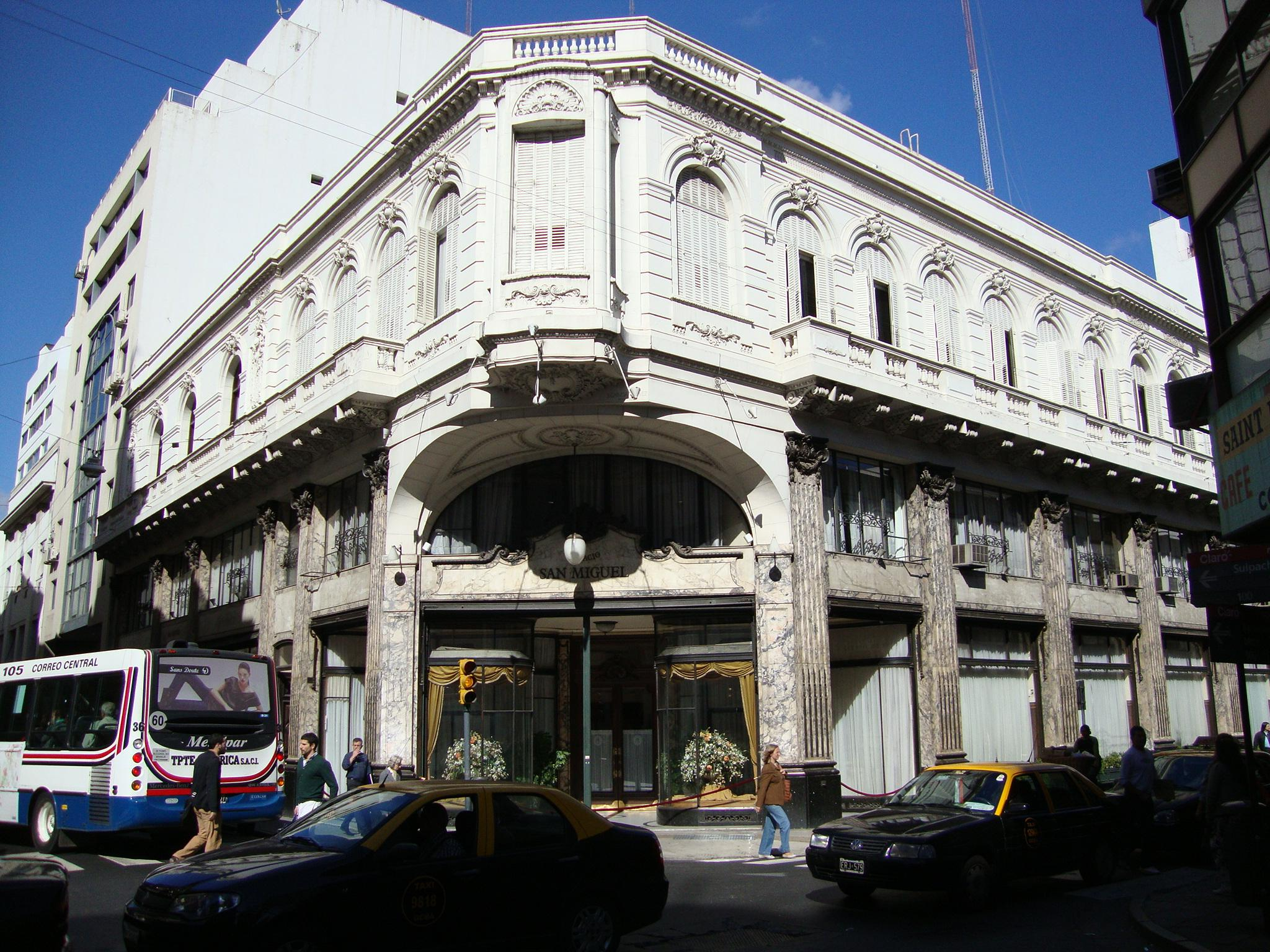
Tiendas San Miguel (hoy Palacio San Miguel)
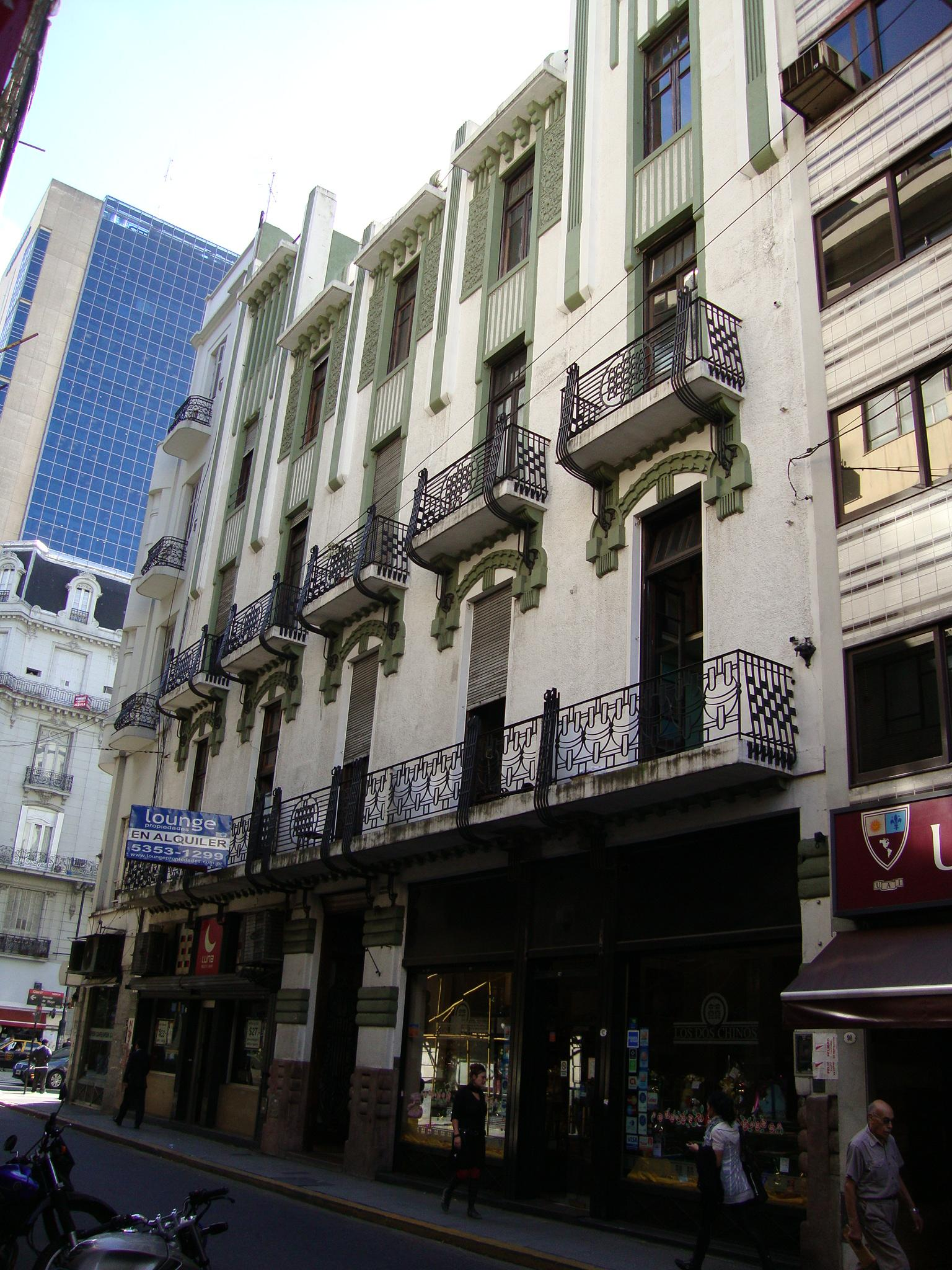
Edificio en Chacabuco 78
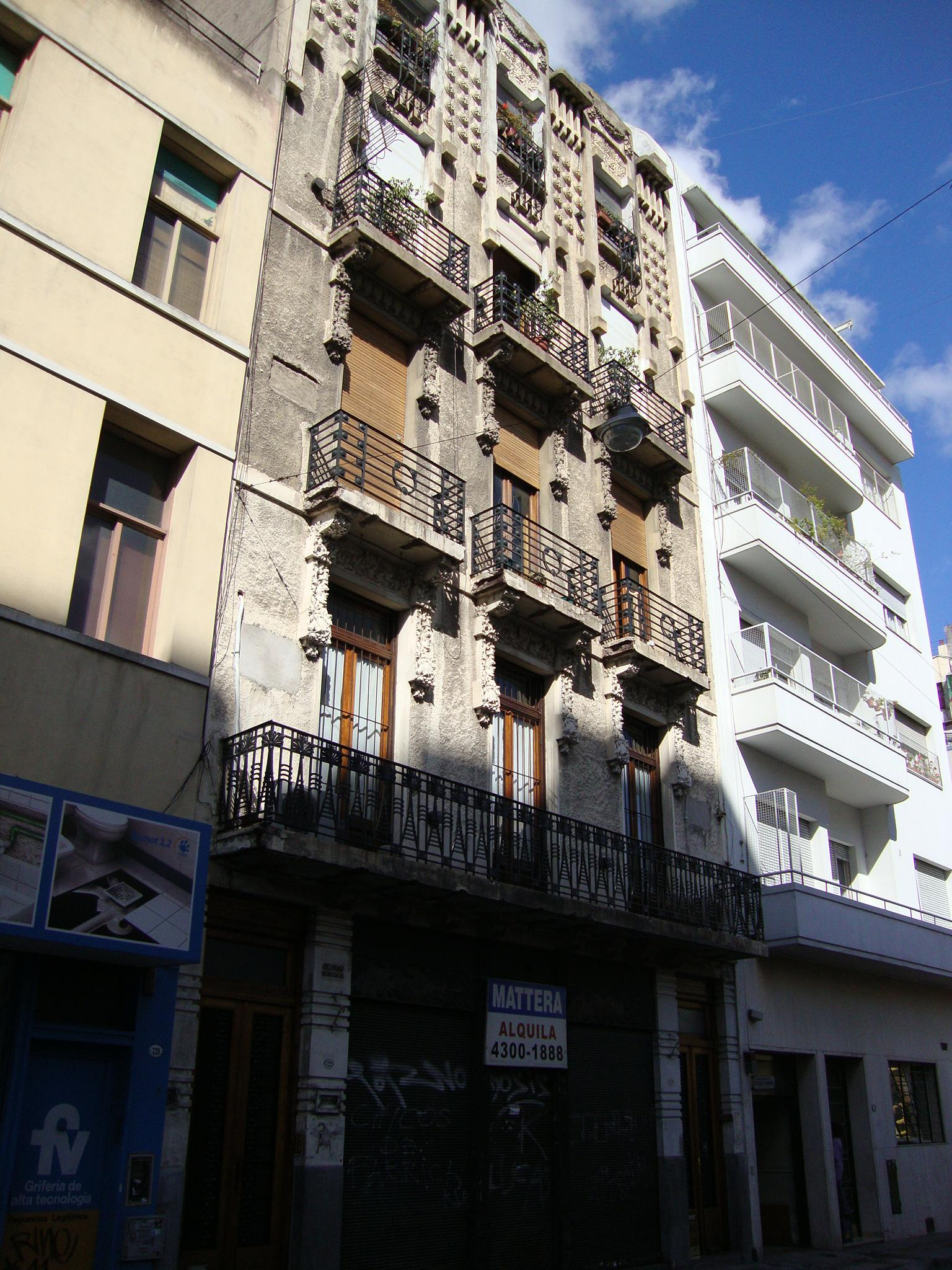
Edificio en Venezuela 722
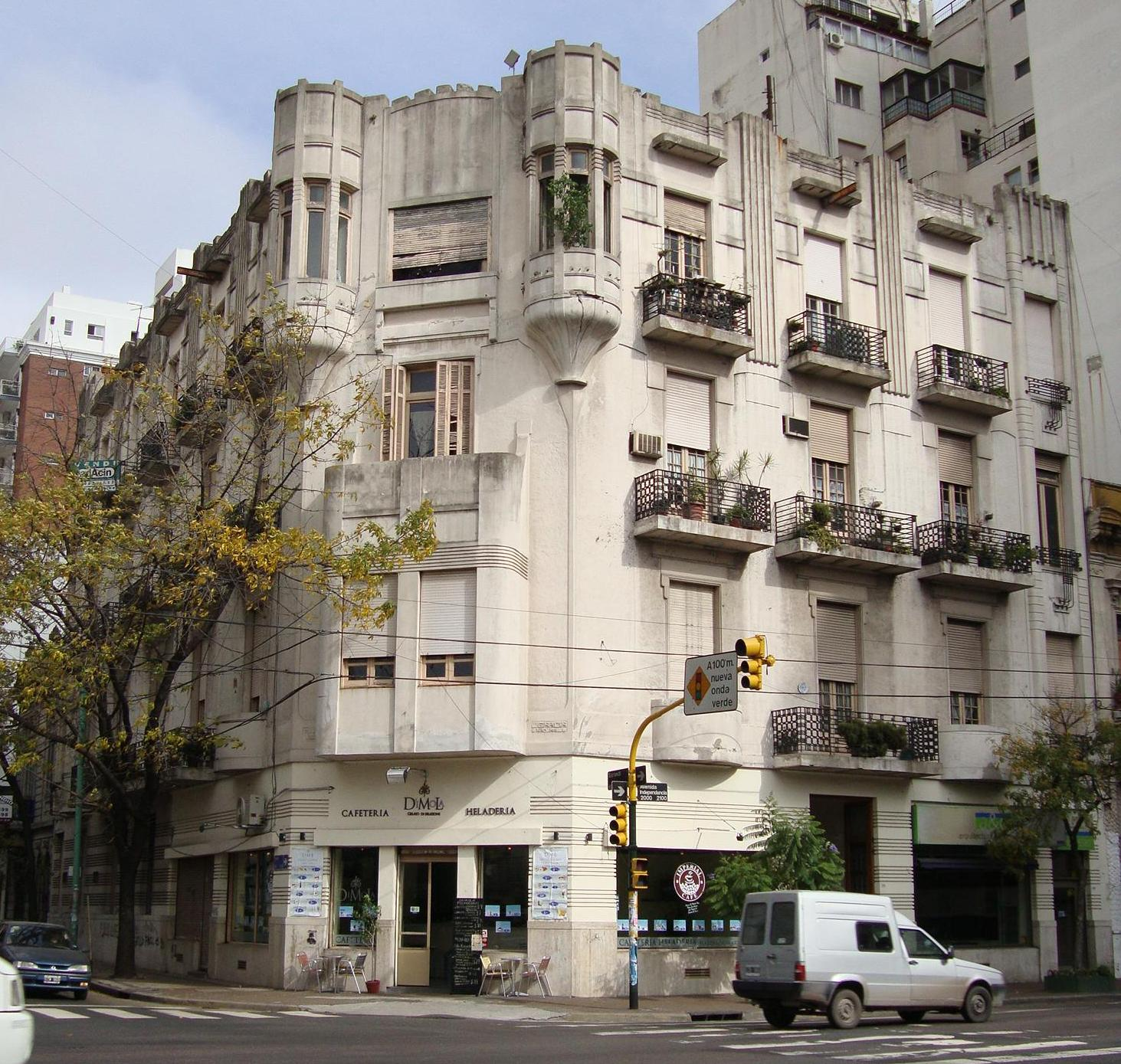
Edificio en Av. Independencia y Sarandí
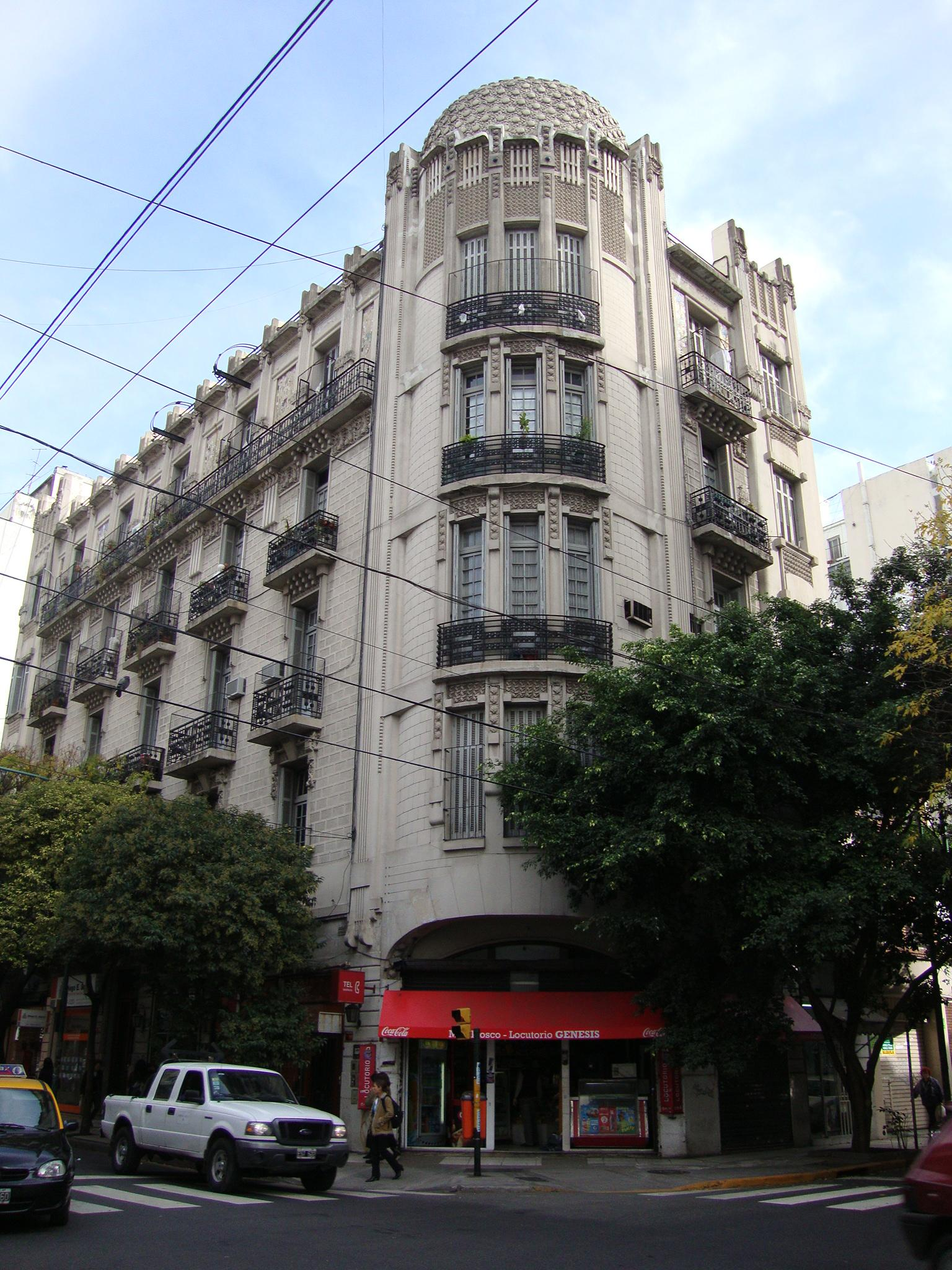
Edificio en Viamonte y Paso
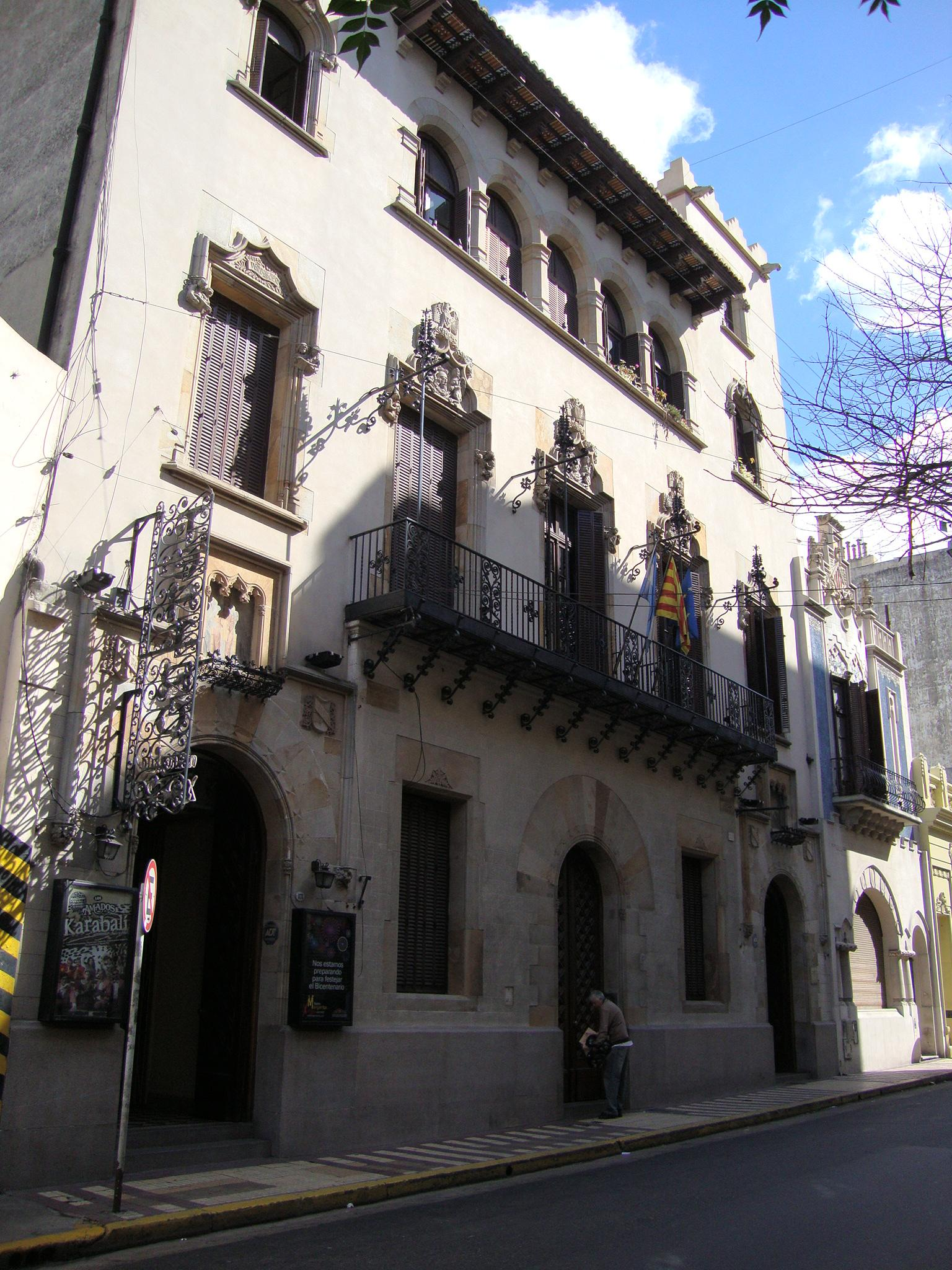
Casal de Catalunya y Teatro Margarita Xirgu

## Estilo
García Núñez abrazó un estilo plenamente modernista catalán en sus obras clásicas. Las más recordadas son el Hospital Español en la Av. Belgrano y el edificio de oficinas de Chacabuco 78, tomado como un caso único de su época, con un diseño notable.
Sin embargo, hacia una etapa posterior se recostó sobre un estilo más academicista, como refleja en el edificio de Rivadavia 755, el de Rincón 226 o en las Tiendas San Miguel.